# Список ручного оружия Бундесвера
Список ручного оружия Бундесвера (вооружённых сил Германии).

## Винтовки
| Тип                     | Изображение             | Принят на вооружение | Снят с вооружения | Калибр              | Примечания | Пользователь                                                                                          |
| ----------------------- | ----------------------- | -------------------- | ----------------- | ------------------- | --- | --- |
| M1 Garand               |                         | 1955                 | 1957              | 7,62×63 мм          | Раннее вооружение Бундесвера; M1C назывались G52, M1D — G53.                                                                                                 | Воздушные, морские и сухопутные силы                                                                  |
| М1 Carbine              |                         | 1955                 | 1957              | .30 Carbine         | Раннее вооружение Бундесвера. До 1965 года от США получено 46750 штук.                                                                                       | Воздушные, морские и сухопутные силы                                                                  |
| Lee-Enfield No. 4 Mk. I |                         | 1955                 | 1958              | 7,7 × 56 mm R       | Раннее вооружение Бундесвера, получено 18.000 винтовок. | Воздушные силы                                                                                        |
| G1 (FN FAL)             |                         | 1956                 | 1959              | 7,62×51 мм НАТО     | | Воздушные, морские и сухопутные силы                                                                  |
| G2 (SIG SG 510)         | Sturmgewehr 57 alias G2 |                      |                   | 7,62 × 51 mm NATO   | Испытывалась, но на вооружение не принималась. Оригинальный калибр 7,5 × 55 мм Шмидт-Рубин (GP11)                                                            | |
| Mauser 98k              |                         | 1956                 | —                 | 7,92×57 мм          | Оставлена для протокольно-церемониальных мероприятий | Сухопутные силы                                                                                       |
| HK G3                   |                         | 1959                 | —                 | 7,62×51 мм НАТО     | | Воздушные, морские и сухопутные силы                                                                  |
| G4 (AR-10)              | Armalite AR-10 alias G4 |                      |                   | 7,62 × 51 mm NATO   | Для испытаний в 1958 году закуплены 135 винтовок, на вооружение не принималась.                                                                              | |
| HK G11                  |                         | 1990                 | 1993              | Безгильзовый патрон | | «Bundesamt für Wehrtechnik und Beschaffung»                                                           |
| AK-74                   | AK-74                   | 1990                 | −                 | 5,45 × 39 мм        | Получен в больших количествах от бывшей NVA после объединения Германии, для учебных целей оставлены незначительные партии, остальные проданы или уничтожены. | Сухопутные войска                                                                                     |
| HK G36                  |                         | 1997                 | —                 | 5,56×45 мм          | | Воздушные, морские и сухопутные силы                                                                  |
| HK 416                  |                         | 2005                 | —                 | 5,56×45 мм          | | Спецподразделения сухопутных и морских сил (только предположение, подтверждения на данный момент нет) |

## Снайперские винтовки
| Тип               | Изображение | Принят на вооружение | Снят с вооружения | Калибр          | Примечания | Пользователь              |
| ----------------- | ----------- | -------------------- | ----------------- | --------------- | ---------- | ------------------------- |
| G23 (L96A1)       |             | 1997                 | —                 | 7,62×51 мм НАТО |            | Морские и сухопутные силы |
| G82 (Barrett M82) |             | 2005                 | —                 | 12,7×99 мм      |            | Сухопутные силы           |

## Пулемёты
| Тип                       | Изображение | Принят на вооружение | Снят с вооружения | Калибр          | Примечания | Пользователь                         |
| ------------------------- | ----------- | -------------------- | ----------------- | --------------- | ---------- | ------------------------------------ |
| lMG BAR (Браунинг M1918)  |             | 1955                 | 1957              | 7,62×63 мм      |            | Сухопутные силы                      |
| MG M1919 (Браунинг M1919) |             | 1955                 | 1957              | 7,62×63 мм      |            | Воздушные, морские и сухопутные силы |
| MG1 / MG2 (MG 42)         |             | 1942                 | 1959              | 7,62×51 мм НАТО |            | Воздушные, морские и сухопутные силы |
| MG-3                      |             | 1969                 | —                 | 7,62×51 мм НАТО |            | Воздушные, морские и сухопутные силы |
| HK MG4                    |             | 2005                 | —                 | 5,56×45 мм      |            | Воздушные, морские и сухопутные силы |
| HK21                      |             | —                    | —                 | 7,62×51 мм НАТО | [ 8 ]      | Морские и сухопутные силы            |

## Пистолеты
| Тип              | Изображение | Принят на вооружение | Снят с вооружения | Калибр       | Примечания | Пользователь                         |
| ---------------- | ----------- | -------------------- | ----------------- | ------------ | ---------- | ------------------------------------ |
| P1 (Walther P38) |             | 1955                 | —                 | 9×19 мм      |            | Воздушные, морские и сухопутные силы |
| HK P11           |             | 1976                 | —                 | 7,62 mm x 36 | [ 10 ]     | Морские силы                         |
| HK P7            |             | 1985                 | —                 | 9×19 мм      | [ 11 ]     | Сухопутные силы                      |
| P8 (HK USP)      |             | 1997                 | —                 | 9×19 мм      |            | Воздушные, морские и сухопутные силы |
| HK P12           |             | 1998                 | —                 | .45 ACP      |            | Сухопутные силы                      |

## Пистолет-пулемёты
| Тип                  | Изображение | Принят на вооружение | Снят с вооружения | Калибр             | Примечания                                                                       | Пользователь                         |
| -------------------- | ----------- | -------------------- | ----------------- | ------------------ | -------------------------------------------------------------------------------- | ------------------------------------ |
| MP1 (Beretta MAB 38) |             | 1955                 | 1959              | 9×19 мм Парабеллум | В том числе 740 штук у Федеральной погранслужбы                                  | Воздушные, морские и сухопутные силы |
| Thompson M1A1        |             | 1955                 | 1959              | 11,43 × 23 mm      | 8.188 штук получены в 1955/56 из США для экипажей бронетехники и боевых пловцов. | Heer Luftwaffe Marine                |
| MP2 (Uzi)            |             | 1959                 | 2001              | 9×19 мм Парабеллум | Выпускался по лицензии                                                           | Воздушные, морские и сухопутные силы |
| HK MP5               |             | 1985                 | —                 | 9×19 мм Парабеллум |                                                                                  | Морские и сухопутные силы            |
| HK MP7               |             | 2001                 |                   | 4,6×30 мм          | Часть комплектов IdZ и «Soldat im Einsatz — SiE», используется в военной полиции | Воздушные, морские и сухопутные силы |

## Противотанковые ракетные комплексыигранатомёты
| Тип             | Изображение                                            | Принят на вооружение | Снят с вооружения | Боевые припасы/Калибр   | Примечания | Пользователь                         |
| --------------- | ------------------------------------------------------ | -------------------- | ----------------- | ----------------------- | ---------- | ------------------------------------ |
| Базука          |                                                        | 1955                 | 1958              | Калибр 60 мм            |            | Сухопутные силы                      |
| Panzerfaust 44  |                                                        | 1963                 | 1992              | Калибр 60 мм            |            | Воздушные, морские и сухопутные силы |
| FFV Carl Gustaf | schwere Panzerfaust Carl Gustaf oder Leuchtbüchse 84mm | —                    | —                 | Калибр 84 мм            |            | Воздушные и сухопутные силы          |
| Милан (ПТРК)    |                                                        | 1977                 | —                 |                         |            | Морские и сухопутные силы            |
| Panzerfaust 3   |                                                        | 1992                 | —                 | Калибр 130 мм           |            | Воздушные, морские и сухопутные силы |
| FIM-92 Stinger  |                                                        | 199..                | —                 | Диаметр ракеты: 0,07 м. |            | Воздушные, морские и сухопутные силы |
| Spike           |                                                        | 2009                 | —                 |                         |            | Морские и сухопутные силы            |

## Другое оружие
| Тип                           | Изображение              | Принят на вооружение | Снят с вооружения | Боевые припасы/Калибр | Примечания                                                              | Пользователь                         |
| ----------------------------- | ------------------------ | -------------------- | ----------------- | --------------------- | ----------------------------------------------------------------------- | ------------------------------------ |
| Remington 870                 |                          | —                    | —                 | Калибр 12 (18,53мм)   |                                                                         | Морские и сухопутные силы            |
| HK AG36                       |                          | 1997                 | —                 | Калибр 40 мм grenade  |                                                                         | Воздушные, морские и сухопутные силы |
| HK-69                         |                          | 1974                 | —                 | Калибр 40×46 мм       |                                                                         | Воздушные, морские и сухопутные силы |
| Handflammpatrone              |                          | 1965                 | 2001              | —                     |                                                                         | Воздушные, морские и сухопутные силы |
| HK P2A1                       | HK69                     | 1976                 | —                 | Калибр 26,5 мм        | Ракетница                                                               | Воздушные, морские и сухопутные силы |
| Карманный нож старого образца | Карманный нож Бундесвера | 1976                 | -                 | 82 mm                 | Известен также как BW-stumpf.                                           | Воздушные, морские и сухопутные силы |
| Taschenmesser                 | Taschenmesser            | 2009                 | -                 | 85 mm                 | С 2009 года поставляется фирмой Victorinox на замену предыдущей модели. | Воздушные, морские и сухопутные силы |
| Шлюпочный нож                 |                          | -                    | -                 | 85 mm                 | Используется на флоте, включает свайку.                                 | морские силы                         |
| KM2000                        |                          | —                    | —                 | —                     |                                                                         | Воздушные, морские и сухопутные силы |
| Штык AK                       |                          | С 2000 года          | —                 | —                     | Штык автомата Калашникова                                               | Сухопутные силы                      |
| DM41                          | DM41A1                   | 1955                 | -                 | —                     | Учебная версия DM41 называется DM48.                                    | Heer Luftwaffe Marine                |
| DM51                          |                          | 1955                 | —                 | —                     | Граната                                                                 | Воздушные, морские и сухопутные силы |